# Ír Szabadállam
Az Ír Szabadállam (írül Saorstát Éireann, 1922. december 6. – 1937. december 29.) független állam volt, amelyet 1922-ben hozott létre az 1921. decemberi angol–ír szerződés. A szerződés a hároméves ír függetlenségi háborúnak vetett véget, amelyet az egyoldalúan kikiáltott Ír Köztársaság és az Ír Köztársasági Hadsereg vívott a brit korona erői ellen.    
Az Ír Szabadállamot a brit Nemzetközösség domíniumaként alapították, államformája alkotmányos monarchia, perszonálunióban az Egyesült Királysággal. Az Ír Szabadállam uralkodói V. György, VIII. Eduárd és VI. György voltak. A 32 ír megye közül 26 tartozott hozzá. Észak-Írország, amelyet a maradék hat megye alkotott, nem csatlakozott a szabadállamhoz.  
A Szabadállam kormányzata a főkormányzóból (az uralkodó képviselőjéből) állt és az Ír Szabadállam Végrehajtó Tanácsából, amely a forradalmi Dáil Éireannt, illetve a szerződés alapján felállított ír ideiglenes kormányt váltotta. W. T. Cosgrave, aki mindkét korábbi kormányt vezette, lett az Ír Szabadállam végrehajtó tanácsának első elnöke. A törvényhozás alsóháza a Dáil Éireann volt, felsőháza pedig a Seanad Éireann vagy másnéven a Szenátus. A Dáil tagjainak hűségesküt kellett tenniük a királynak. A szerződés ellenzői számára az eskü komoly akadály volt. Nem tették le az esküt, és nem is foglalták el helyüket. A szerződés mellett kiálló tagok 1923-ban létrehozták a Cumann na nGaedheal nevű pártot. 1922-től 1927-ig effektív többségük volt a Dáilban, és utána 1932-ig kisebbségben kormányoztak.

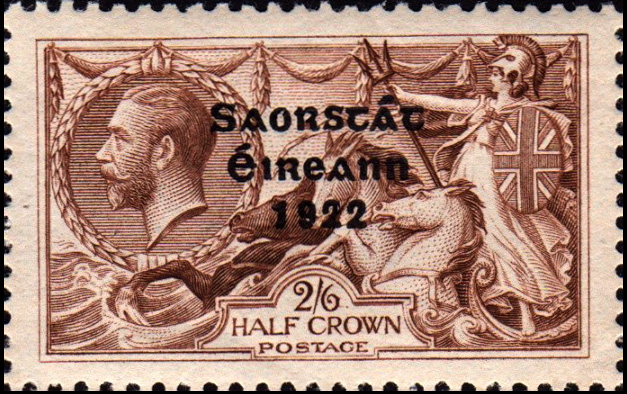
Az Ír Szabadállam 1922-es, 2 shilling 6 pennys (1/8 font sterling) postabélyege V. György király portréjával. Tulajdonképpen felülnyomott brit bélyeg.

## Fordítás
Ez a szócikk részben vagy egészben  az   Irish Free State című angol Wikipédia-szócikk ezen változatának fordításán alapul.  Az eredeti cikk szerkesztőit annak laptörténete sorolja fel. Ez a jelzés csupán a megfogalmazás eredetét és a szerzői jogokat jelzi, nem szolgál a cikkben szereplő információk forrásmegjelöléseként.